# Vernon Stallings
Pour les articles homonymes, voir Stallings (homonymie).
Vernon Stallings, aussi crédité sous le pseudonyme de George Stallings, est un réalisateur et scénariste américain né le 9 septembre 1891 en Californie (États-Unis), décédé le 9 avril 1963 à Los Angeles (États-Unis).

## Biographie
En 1916, il rejoint les J. R. Bray Studios et débute sur la série Colonel Heeza Liar. Après la fin de la série en 1924, son activité n'est pas connue.
En 1931, il rejoint les Van Beuren Studios, créés l'année précédente, et dans lequel il reste jusqu'à l'été 1934.
En 1938 près avoir travaillé sur une Silly Symphony, il rejoint les studios Disney et poursuit sur des longs métrages. Il fait partie des animateurs débauchés des studios newyorkais par Disney dans les années 1920 et 1930 comme Dick Huemer, Ben Sharpsteen, Ted Sears, Burton Gillett et Bill Tytla.

## Filmographie

### comme réalisateur
- 1916 : Colonel Heeza Liar's Vacation
- 1916 : Jerry Ships a Circus
- 1917 : A Tankless Job
- 1920 : Love's Labor Lost
- 1920 : The Best Mouse Loses
- 1920 : Cheating the Piper
- 1920 : A Punk Piper
- 1920 : Quick Change
- 1920 : The Rhyme That Went Wrong
- 1920 : The Trained Horse
- 1920 : Train Robber
- 1920 : Dots and Dashes
- 1920 : Water, Water, Everywhere
- 1920 : Jerry and the Five Fifteen Train
- 1920 : A Tough Pull
- 1920 : Beaten by a Hare
- 1920 : The Bomb Idea
- 1920 : Thrilling Drill
- 1920 : Without Coal
- 1920 : A False Alarm
- 1921 : The Hinges on the Bar Room Door
- 1921 : The Awful Spook
- 1921 : How I Became Krazy
- 1921 : Scrambled Eagles
- 1921 : The Wireless Wire-Walkers
- 1922 : Colonel Heeza Liar's Treasure Island
- 1923 : Colonel Heeza Liar, Strikebreaker
- 1923 : Colonel Heeza Liar and the Ghost
- 1923 : Colonel Heeza Liar, Detective
- 1923 : Colonel Heeza Liar's Burglar
- 1923 : Colonel Heeza Liar in the African Jungles
- 1923 : Colonel Heeza Liar in Uncle Tom's Cabin
- 1923 : Colonel Heeza Liar's Forbidden Fruit
- 1924 : Colonel Heeza Liar, Nature Faker
- 1924 : Colonel Heeza Liar's Mysterious Case
- 1924 : Colonel Heeza Liar's Ancestor
- 1924 : Colonel Heeza Liar's Knighthood
- 1924 : Colonel Heeza Liar, Sky Pilot
- 1924 : Colonel Heeza Liar, Daredevil
- 1924 : Colonel Heeza Liar's Horseplay
- 1924 : Colonel Heeza Liar, Cave Man
- 1924 : Colonel Heeza Liar, Bull Thrower
- 1924 : Colonel Heeza Liar the Lyin' Tamer
- 1924 : Colonel Heeza Liar's Romance
- 1931 : Wot a Night
- 1931 : Trouble
- 1931 : A Swiss Trick
- 1932 : Rabid Hunters
- 1932 : Joint Wipers
- 1932 : The Tuba Tooter
- 1932 : Redskin Blues
- 1932 : Jolly Fish
- 1932 : A Spanish Twist
- 1932 : Pencil Mania
- 1933 : The Magic Mummy
- 1933 : Puzzled Pals
- 1933 : Happy Hoboes
- 1933 : Hook et Ladder Hokum
- 1933 : The Fatal Note
- 1934 : The Rasslin' Match
- 1934 : Jest of Honor
- 1934 : The Lion Tamer
- 1934 : Jolly Good Felons
- 1934 : Goode Knight
- 1934 : Sultan Pepper
- 1934 : How's Crops
- 1934 : A Royal Good Time
- 1934 : Cubby's Stratosphere Flight
- 1934 : Art for Art's Sake
- 1934 : Mild Cargo
- 1934 : Cactus King
- 1934 : Fiddlin' Fun
- 1938 : Les Bébés de l'océan

### comme scénariste
- 1916 : Colonel Heeza Liar's Vacation
- 1922 : Colonel Heeza Liar's Treasure Island
- 1923 : Colonel Heeza Liar, Strikebreaker
- 1923 : Colonel Heeza Liar and the Ghost
- 1923 : Colonel Heeza Liar, Detective
- 1923 : Colonel Heeza Liar's Burglar
- 1923 : Colonel Heeza Liar in the African Jungles
- 1923 : Colonel Heeza Liar in Uncle Tom's Cabin
- 1923 : Colonel Heeza Liar's Forbidden Fruit
- 1924 : Colonel Heeza Liar, Nature Faker
- 1924 : Colonel Heeza Liar's Mysterious Case
- 1924 : Colonel Heeza Liar's Ancestor
- 1924 : Colonel Heeza Liar's Knighthood
- 1924 : Colonel Heeza Liar, Sky Pilot
- 1924 : Colonel Heeza Liar, Daredevil
- 1924 : Colonel Heeza Liar's Horseplay
- 1924 : Colonel Heeza Liar, Cave Man
- 1924 : Colonel Heeza Liar, Bull Thrower
- 1924 : Colonel Heeza Liar the Lyin' Tamer
- 1924 : Colonel Heeza Liar's Romance
- 1940 : Fantasia, segment Symphonie Pastorale
- 1941 : Dumbo
- 1942 : Bambi
- 1943 : Victoire dans les airs
- 1946 : Mélodie du Sud